# Paul Verhoeven
Paul Verhoeven (Amszterdam, 1938. július 18. –) (ejtsd: paul ferhúfen) César-díjas holland filmrendező, forgatókönyvíró és filmproducer. Az 1970-es években hazájában forgatott játékfilmjei nemzetközi figyelmet keltettek, melynek eredményeként a következő két évtizedben Hollywoodban dolgozott. Alkotásai széles műfaji skálát képviselnek: dráma, történelmi film, thriller, fantasy, sci-fi és akciófilm egyaránt található közöttük. Munkásságának meghatározó témái az erőszak és a szexualitás kapcsolata, valamint az emberi psziché sötét oldalának bemutatása a múltban, a jelenben és a jövőben.

## Élete

### A gyermekkor
Paul Amszterdamban született, bár a család egyébként Slikkerveer faluban élt. A fiú édesapja, Wim Verhoeven tanár, édesanyja Nel van Schaardenburg kalapkészítő. 1940. május 10-én a német hadsereg lerohanta Hollandiát, s 4 nappal később megkezdődött Rotterdam bombázása. 1943-ban a Verhoeven család Hágába költözött, ahol a német vezetés főhadiszállása is volt. Házuk közel volt az egyik német katonai bázishoz, melyet viszont időnként a szövetségesek gépei bombáztak. Egy ilyen bombázás földig rombolta közvetlen szomszédjuk házát. Paul szülei is kis híján odavesztek, mikor a bomba becsapódott. Évekkel később Verhoeven emlékeiben ez az időszak az égő házak, az utcán szanaszét heverő holttestek és az állandó rettegés koraként jelent meg.
Miután Wim Verhoeven a hágai Van Heutszschool élére került, Paul is felvételt nyert ide. Apa és fia rajongtak a filmekért, s gyakran nézegették a különböző ismeretterjesztő produkciókat az iskola vetítőjén. A háború után főleg az amerikai sikerfilmek nyerték meg a tetszésüket, mint például a Burt Lancaster és Bartók Éva főszereplésével készült A vörös kalóz (1952) vagy a H. G. Wells-mű alapján forgatott Világok háborúja (1953). Paul lelkesedett a képregényekért is, sőt megpróbálkozott azzal, hogy rajzoljon egyet. Az irodalom világából Mary Shelley klasszikusa, a Frankenstein és Edgar Rice Burroughs Tarzan-történetei voltak a kedvencei. A hágai gimnázium elvégzése után, 1955-ben egy párizsi művészeti iskolát látogatott. A következő évben hazájában felvételt nyert a leideni egyetemre. Az intézmény filmklubjában olyan művészek alkotásaival ismerkedett meg, mint Ingmar Bergman, Billy Wilder, David Lean, Kuroszava Akira, Orson Welles, Alfred Hitchcock és Federico Fellini. 1964-ben diplomázott matematikából és fizikából.

### Az első lépések a filmvilágban
Verhoeven 1960-ban, még egyetemistaként készítette első filmjét. A 35 perces Een hagedis teveelt két friss, de egymástól igencsak eltérő filmművészeti remeklés, Alain Resnais Szerelmem, Hirosima (1959) című drámája és Alfred Hitchcock Szédülés (1958) című bűnügyi filmje ihlette. Az egyetem befejezéséig Paul évente forgatott egy-egy rövidfilmet. 1964-ben belépett a Holland Királyi Haditengerészethez. Itt a flotta 300 éves jubileuma alkalmából készített egy rövidfilmet Het Korps Mariniers címmel. A 23 perces propagandaprodukcióban nyílt először lehetősége akciójelenetet rendezni. A művet a katonai filmek soros franciaországi fesztiválján Ezüst Nap-díjjal tüntették ki.
1966-ban Verhoeven leszerelt. Ekkor már komolyan elhatározta, hogy filmrendező lesz. Nem várt fordulatként azonban barátnője, Martine Tours pszichológusnő teherbe esett. Paul úgy érezte, az apaság gátolná a rendezői karrierjét, ráadásul nem volt olyan anyagi helyzetben, hogy vállalni tudta volna egy család eltartását. Martine és Paul végül hosszas vívódás után úgy döntöttek, hogy nem tartják meg a gyereket. 1967. április 7-én viszont egybekeltek: azóta két gyerekük született, egyet pedig adoptáltak, s máig boldogan élnek együtt.
Az ifjú férj filmkészítői karrierje a holland tévénél folytatódott. 1968-ban Portret van Anton Adriaan Mussert címmel dokumentumfilmet rendezett a holland náci mozgalom vezetőjéről. Korát megelőző munkáról van szó, az első olyan alkotásról, amely a holland történelem múltjának egyik sötét foltját kívánta elemzés tárgyává tenni a nyilvánosság előtt. Bemutatására csak két évvel később került sor. Közben Verhoeven 12 részes kalandfilmsorozatot forgatott. A Floris (1968) főhőse a „holland Robin Hood” volt, akit egy addig ismeretlen fiatal színész, Rutger Hauer formált meg. Rendező és színész mély barátságot kötöttek. Hauer második apjaként tisztelte Pault, aki úgy jellemezte barátságukat, mint egy „szexuális motívumokat nélkülöző szerelmi kapcsolat”-ot, mint amilyen Marcello Mastroianni és Federico Fellini, illetve Robert De Niro és Martin Scorsese között állt fenn. A Floris nagy sikernek bizonyult Hollandiában, s külföldön is érdeklődést keltett. (Magyar vonatkozású érdekesség, hogy évekkel később a folytatások javarészt Magyarországon készültek ugyancsak Hauer főszereplésével, de Verhoeven nélkül.) Ez a széria jelentette a kezdetet Verhoeven és Gerard Soeteman forgatókönyvíró együttműködésében is. 1970-ben Paul egy erotikus komédiát forgatott a televízió számára: a De worstelaarban állt először a kamerák mögött későbbi állandó munkatársa és jó barátja, Jan de Bont operatőr, aki évek múlva hollywoodi rendezőként is bemutatkozott.

### Az első mozifilmek

#### Az üzlet az üzlet
A De worstelaar felkeltette Rob Houwer producer érdeklődését, aki éppen a Wat zien ik című filmtervéhez keresett rendezőt. Az erotikus komédia – később nemzetközi forgalmazásban a Business Is Business (Az üzlet az üzlet) címet kapta – az amszterdami piroslámpás negyedben játszódik. Alapjául Albert Mol regénye szolgált. (Mol egyébként egy rövid szerepet játszik a filmben.) Verhoeven – későbbi stílusával ellentétben – a szexualitást itt még stilizálva ábrázolja, humoros elemekkel megtűzdelve, bár a korszak más alkotásaihoz képest már ez is merésznek számított. Houwer viszont egy cseppet sem volt elragadtatva a kész műtől. Úgy tűnt, Verhoeven első mozifilmje egyben az utolsó is lesz. Az üzlet az üzlet azonban meglepően sikeresnek bizonyult: Hollandiában minden idők legsikeresebb hazai alkotásainak toplistáján a negyedik helyet foglalja el.

#### Török gyümölcs
Paul következő alkotása szintén irodalmi mű alapján készült, Jan Wolkers Hollandiában kultikusnak számító regényéből. A tragikus szerelmi történetet 42 nap alatt forgatták a francia új hullámot idéző módszerekkel: nem volt kidolgozott forgatókönyv, nem voltak próbák, kézikamerát használtak és gyors snitteket alkalmaztak, kerülték a mesterséges megvilágítást és az utószinkront. A két főszerep két kiváló színész számára bizonyult nagy kiugrási lehetőségnek. A szobrász Erik szerepében Rutger Hauer tehetsége legjavát nyújtja, akárcsak Monique van de Ven, a halálos beteg Olga megformálójaként, de a kisebb szerepekben is kitűnő színészi alakítások láthatók. A Love Story és az Utolsó tangó Párizsban találkozásaként emlegetett dráma óriási sikernek bizonyult, s egészen az Oscar-jelölésig eljutott. (Magyarországon hivatalos formában sosem mutatták be.)

#### Forró verejték
A Török gyümölcs népszerűsége lehetővé tette, hogy Verhoeven elkészíthesse következő alkotását, amely 2005-ös árfolyamon 800 ezer eurónak megfelelő költségvetésével minden idők egyik legdrágább holland filmjének számít. A Forró verejték (1975) Neel Doff (1858–1942) emlékiratain alapul. Doff a legmélyebb nyomorból emelkedett ki. Fiatal lányként anyja egy bordélyba küldte dolgozni. Élettörténete egyben a 19. századi holland munkásság öntudatra ébredésének krónikája is, de Rob Houwer producer ragaszkodott ahhoz, hogy ez a motívum ne kerüljön fókuszba. A főhősnő, Keetje (Monique van de Ven újabb remeklése) a későbbi Verhoeven-filmek céltudatos, domináns hősnőit előlegezi meg, amikor úgy dönt, a férfiakat kihasználja annak érdekében, hogy ő maga minél feljebb jusson a társadalmi ranglétrán.

### Holland csúcspontok

#### Futás az életért
Erik Hazelhoff Roelfzema, háborús hős visszaemlékezései nyomán készült a Futás az életért, amely a II. világháború idején – Verhoeven gyerekkorában – játszódik. A költségvetés a Forró verejték kedvező fogadtatásának köszönhetően 2005-ös árfolyamon kétmillió eurónak felelt meg. A főszereplők, a hat egyetemi jó barát tulajdonképpen a hollandoknak a nácikhoz való különböző hozzáállását is jelképezik. Bár a Futás az életért Verhoeven talán legkonzervatívabb alkotása, mégis holland korszaka legjobbjaként tartják számon. A férfi főszerepet ismét Rutger Hauer alakította, aki személyesen is találkozott Hazelhoff-fal. A Futás az életért egyszerre kalandfilm számos remek akciójelenettel, illetve történelmi dráma hiteles kor- és jellemábrázolással. A film enyhén homoerotikus táncjelenete lényegében tisztelgés Bernardo Bertolucci előtt, akinek A megalkuvó (1970) című drámájában látható egy hasonló leszbikus táncjelenet Stefania Sandrelli és Dominique Sanda között. A Futás az életért a legjobb külföldi filmnek járó Golden Globe-díjra kapott jelölést, s Hollywood is érdeklődni kezdett Verhoeven iránt. A rendező szinte mindegyik nagyobb stúdióhoz benyújtott valamilyen projektet, de ezek különböző okokból végül meghiúsultak. Tulajdonképpen a Futás az életért lábjegyzetének tekinthető a holland tévé számára forgatott Voorbij, voorbij, amely ugyancsak a II. világháború idején játszódik.

#### Spetters
Verhoeven 1980-ban készült drámája, a Spetters holland korszakának legvitatottabb alkotása. Többjelentésű címről van szó, amely a holland nyelvben elsődlegesen előnyös megjelenésű fiatalokat jelent, de ugyanakkor homályos utalás az ejakulációra, valamint létezik ilyen nevű olajspray is. (Verhoeven a szó mindhárom jelentését felhasználta.) A film három jó barát történetét meséli el, akiknek a motorozás a szenvedélyük: ketten versenyzők, a harmadik szerelő. A fiúk életében fontos szerepet játszik a könnyűvérű büféslány, Fientje, aki a Forró verejték hősnőjéhez hasonlóan saját felemelkedése érdekében létesít kapcsolatot a férfiakkal, így a három baráttal is. A Spetters rejtett szimbolikája, előre- és visszautalásai, vallási motívumai külön elemzést érdemelnének. A film mégis inkább a kendőzetlenül ábrázolt szexualitás miatt lett igazán hírhedt. A cselekmény egyik szála a homoszexualitással függ össze: az egyik jelenetben néhány pillanatra férfiak közötti orális szex látható, egy másik képsorban kevésbé egyértelműen, de nagyon felkavaró módon egy homoszexuális erőszak. Hollandiában nagy felzúdulás fogadta a Spetterst, s ugyanolyan tüntetések zajlottak ellene, mint nagyjából ugyanakkor az óceán túlpartján William Friedkin Portyán (1980) című, melegmiliőben játszódó krimije ellen. A tiltakozók egyrészt Fientje karakterét kifogásolták, aki lényegében prostituálja magát, s a tüntetők szerint általa Verhoeven lealacsonyítja az egész női nemet. Ugyanakkor homofóbnak is nyilvánították a rendezőt (és a filmet) a homoszexuális erőszak képsora miatt, s életszerűtlennek találták a homofób Eef karakterét, aki megerőszakolása után szembesül saját homoszexuális hajlamaival. Ezek a vádak és tiltakozások később az Elemi ösztön (1992) és a Showgirls (1995) kapcsán megismétlődtek.

#### A negyedik férfi

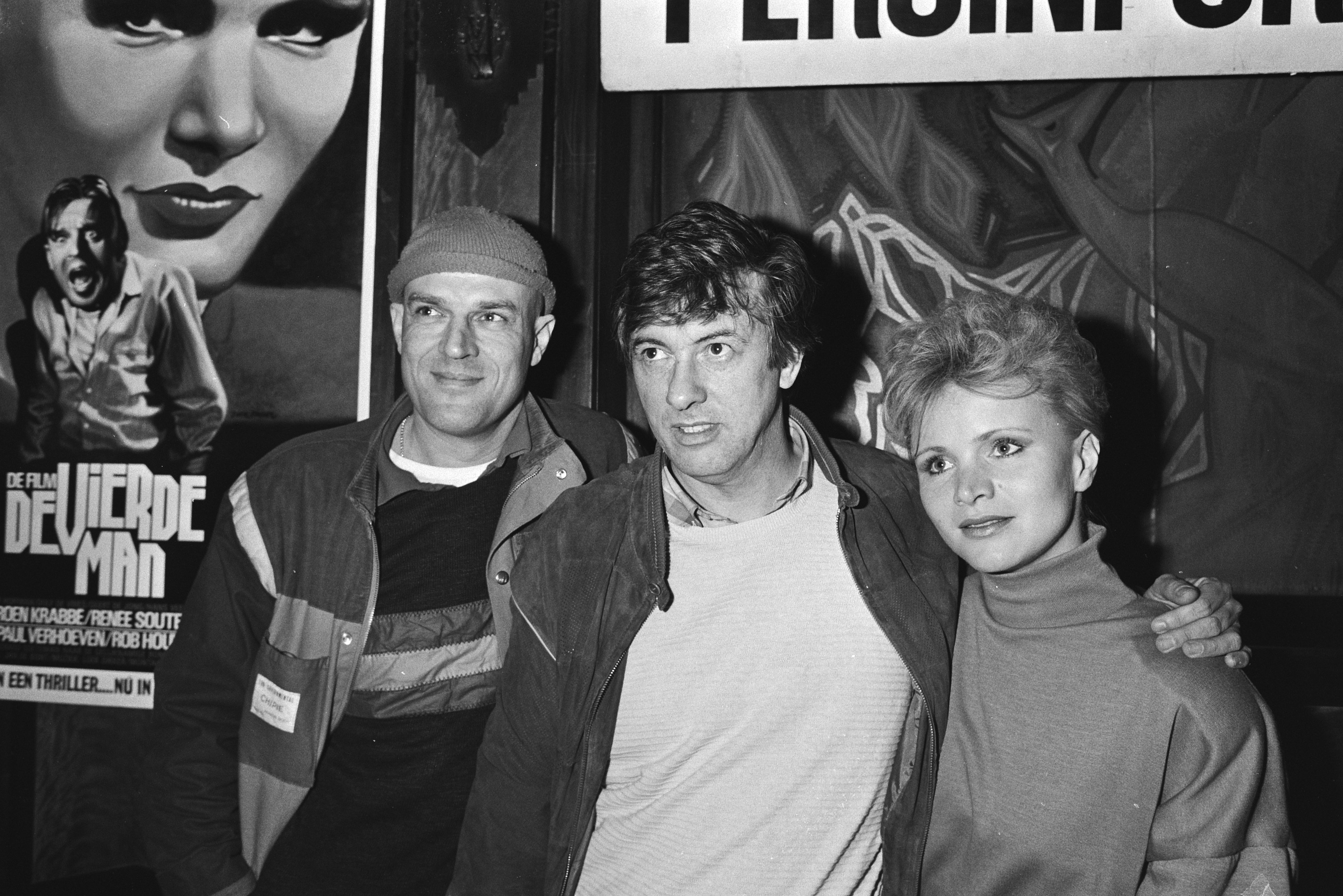
Jeroen Krabbé, Paul Verhoeven és Renée Soutendijk a A negyedik férfi bemutatóján 1983-ban

A Spetters az Egyesült Államokban is viharos fogadtatásban részesült, s a hollywoodi hatalmasságok továbbra is ódzkodtak attól, hogy a tehetséges, de túlságosan merész rendezőt foglalkoztassák. (Végül George Lucas sem őt választotta A Jedi visszatér rendezőjének, noha Verhoevent Lucas jó barátja, Steven Spielberg ajánlotta.) Verhoeven ezért egy újabb filmmel kívánta meggyőzni képességeiről a habozó hollywoodi illetékeseket. Választása Gerard Reve megfilmesíthetetlennek tartott, önéletrajzi elemekkel átszőtt regényére esett. A negyedik férfi (1983) főhőse Gerard, az alkoholista, biszexuális író, aki a titokzatos Christine hatása alá kerül, ugyanakkor érzéki vonzalmat érez a nő ifjú szeretője, Herman iránt is. Gerard egy idő után arra gyanakszik, hogy Christine korábbi férjei valójában nem tragikus balesetekben haltak meg, s talán épp ő vagy Herman lesz a nő negyedik áldozata. A különleges thriller bővelkedik a szimbólumokban és a filmes utalásokban, továbbá olyan, egymástól eltérő világú művészek hatását tükrözi, mint Ingmar Bergman, Alfred Hitchcock, Luis Buñuel, John Landis, Ken Russell és Pier Paolo Pasolini. A két főszereplő, Jeroen Krabbé és René Soutendijk már a Spettersben is játszottak, de A negyedik férfi tette őket igazán ismertté világszerte. A mű nemzetközi elismerései lassan megnyitották Hollywood kapuit Verhoeven előtt.

#### Hús és vér
Verhoeven első amerikai érdekeltségű filmje, a Hús és vér (1985) tulajdonképpen holland–amerikai koprodukcióban készült. A véres középkori fantasyt Spanyolországban forgatták, javarészt Castillo Belmonte várában, amely korábban Anthony Mann El Cid (1961) című emlékezetes szuperprodukciójának helyszíne volt. (A Hús és vér lehetséges forgatási helyszíneinek egyike egyébként Magyarország volt.) Már a cím is jelzi, hogy a kalandos történet két központi motívuma ismét a szex és az erőszak. Verhoeven eredetileg másképp képzelte el a történetet, ő két férfi barátságát emelte volna ki, akik végül egymás ellen fordulnak. A produkciót pénzelő Orion Pictures illetékesei azonban úgy gondolták, hogy Agnes alakját jobban előtérbe kell helyezni. Ennek következtében a film középpontjába Verhoeven eredeti szándékával ellentétben egy szerelmi szál került, Martin, a haramiává lett zsoldos (ismét Rutger Hauer) és az ifjabb Arnolfini, a zsoldosok volt parancsnokának fia (Tom Burlinson) közti versengés Agnes (Jennifer Jason Leigh) szerelméért. Egyikőjük inkább az erejét, a másik főleg az eszét használja, de a sorsdöntő pillanatokban mindketten hajlandók átvenni az ellenfél harcmodorát. Verhoevennek nem tetszett különösebben ez a változtatás, a film bukásában pedig saját álláspontjának megerősítését látta, noha Agnes kiszámíthatatlannak tűnő figurája nagyon is jellegzetes hősnő a Verhoeven-univerzumban. A nemzetközi stábbal nem volt könnyű a munka: a forgatás időnként oly kaotikussá vált, hogy Verhoeven attól tartott, lecserélik őt valaki másra. Ráadásul a főszerepet játszó Hauerrel is komoly nézeteltérése támadt. A színész módosítani akart volna addigi rosszfiús imázsán, mely főleg hollywoodi szereplései miatt alakult ki. Előző filmje, az ugyancsak középkori témájú Sólyomasszony (1984) hatására – melyben eredetileg szintén negatív figurát játszattak volna vele, de végül kiharcolta a pozitív szerepet – Martin karakterét is egészen másképp akarta játszani, mint ahogyan Verhoeven kívánta. Az eltérő szerepértelmezésből adódó feszültségeket barátságuk jócskán megsínylette, s azóta se dolgoztak együtt. A bemutató idején megbukott Hús és vér azonban az évek folyamán kultuszfilmmé nőtte ki magát.

### Hollywoodi évek

#### Robotzsaru
Verhoeven mintegy 20 oldal elolvasása után félredobta a Robotzsaru forgatókönyvét, mert nem különösebben érdekelte egy félig sci-fi, félig akciófilm ötlete. Felesége azonban felhívta a figyelmét a sztoriban rejlő lehetőségekre, arra, hogy a Robotzsaru históriája nem egyszerűen egy újabb bőr lehúzása a Frankenstein-sztoriról, hanem egyben görbe tükröt tart a reagani Amerika elé is. Az sem volt mellékes szempont, hogy Verhoevennek még gondjai voltak az angol nyelvvel, a történetben viszont nem a párbeszédek domináltak. A sztori szülőatyja Edward Neumeier volt, a filmes előképek között pedig megtalálható a Clint Eastwood nevével fémjelzett Piszkos Harry (1971), a Charles Bronson révén nevezetes Bosszúvágy (1974), illetve az Arnold Schwarzeneggert világsztárrá avató Terminátor (1984). A 13 millió dolláros költségvetéssel készült, erőszakos jelenetekben bővelkedő Robotzsaru nemcsak óriási sikernek bizonyult, de meglepően jó kritikákat is kapott.

#### Total Recall – Az emlékmás
Philip K. Dick We Can Remember It For You Wholesale című novellája számos viszontagságon ment keresztül, míg végre film készült belőle. Többek között David Cronenberg és Bruce Beresford voltak a lehetséges rendezők, Richard Dreyfuss, Dennis Quaid és Patrick Swayze pedig az esélyes főszereplők. A Terminátorral sztárrá vált Arnold Schwarzenegger megérezte a nagy lehetőséget a főszereplő, Douglas Quaid alakjában, s rávette a Carolco cég illetékeseit, vásárolják meg a jogokat, hogy eljátszhassa a szerepet. A Robotzsaru megtekintése után Arnold ragaszkodott ahhoz, hogy Verhoeven üljön a rendezői székbe, s akkor is megvédte a direktort, amikor a producerek bizalma megingott a holland sikeremberben. A szókimondó Verhoeven viszont nem titkolta, hogy Arnold helyett inkább valami „nyápic sztár”-t szeretett volna a főszerepre, mert szerinte nehéz elhinni az osztrák izomemberről, hogy az általa játszott szereplő esetleg csak álmodja az egész sztorit, márpedig ez a kétely lett volna az egész film hatásának legfontosabb eleme. Az 55 millió dolláros költségvetés mindenesetre busásan megtérült: csak az Egyesült Államokban 120 millió dollárt jövedelmezett a film, ehhez jött további 270 millió dollár a világ többi részéből, a később befolyt járulékos bevételekről nem is beszélve. Verhoeven végleg befutott, s Az emlékmás sikerének köszönhetően egy csapásra az 50. helyre került Hollywood 100 legbefolyásosabb személyiségének listáján.

#### Elemi ösztön

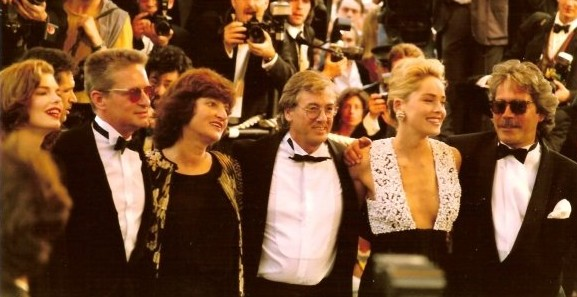
Az Elemi ösztön bemutatóján a Cannes-i fesztiválon, balról jobbra: Jeanne Tripplehorn, Michael Douglas, Martine Tours (Paul Verhoeven felesége), Paul Verhoeven, Sharon Stone, Mario Kassar producer

A magyar származású Joe Eszterhas forgatókönyvéből készült az Elemi ösztön, a '90-es évek egyik leghírhedtebb botrányfilmje. A mű már a forgatás időszakában felkavarta a kedélyeket. A biszexuális írónő, Catherine Tramell szerepét a legjelesebb színésznők utasították vissza. Verhoeven végül Az emlékmás egyik női főszereplőjét, Sharon Stone-t javasolta a producereknek. Az Elemi ösztön szupersztárrá tette az addig alig számontartott Stone-t, aki kitűnően játszotta a titokzatos nő szerepét: Catherine talán gyilkos, talán csak játszadozik a brutális gyilkosság ügyében nyomozó rendőrrel. (Mellesleg a férfi főszerepre is több jelölt volt – például Mel Gibson, Kevin Costner, Richard Gere –, míg végül Michael Douglast választották.) A San Franciscó-i forgatást tüntetések nehezítették: meleg aktivisták tiltakoztak a készülő film ellen, mert az szerintük hátrányos módon ábrázolja őket. A tüntetések a bemutató időszakában is folytatódtak, egyesek azzal próbálták a film iránti érdeklődést csökkenteni, hogy a gyilkos nevét viselő pólókat vettek magukra. Az Elemi ösztönből sem hiányoznak a filmes utalások, ezúttal főleg Hitchcock munkáira: Catherine például hasonlóan öltözködik, mint a Kim Novak megformálta Madeleine a Szédülésben, Nick és az írónő autós hajszája a szerpentinúton a Fogjunk tolvajt! (1955) hasonló jelenetét idézi Cary Grant és Grace Kelly között, de vannak utalások az Észak-Északnyugatra (1959), sőt a Tébolyra (1972) is. Az amerikai cenzúra megkurtította az erőszakot és a szexualitást túl kifejezően ábrázoló képsorokat, Európában viszont szinte mindenhol a vágatlan változat ment. A végeredmény: 118 millió dollár bevétel Amerikában, 353 millió dollár pedig Európában, miközben a költségvetés 49 millió dollár volt.

#### Showgirls
Az Elemi ösztön hatalmas sikere miatt kézenfekvő ötletnek tűnt, hogy az Eszterhas–Verhoeven–Stone-trió újabb filmet készítsen. Sharon azonban hamar beleszokott a sztárléttel együtt járó előjogokba, s annyi kifogást támasztott a tervezett filmmel kapcsolatban, hogy végül lemondtak a szerepeltetéséről. A rivális táncosnők megformálására a producerek Madonnát és Drew Barrymore-t javasolták. Verhoeven elképzelése más volt. Számtalan jelölt közül a teljesen ismeretlen Elizabeth Berkley-t és a kevésbé ismert Gina Gershont választotta. Mindkét színésznő kemény munkát végzett, de hiába fáradoztak. A kritika irgalmatlanul levágta a filmet, s különösen Berkley-vel szemben voltak kíméletlenek. A fiatal színésznő arra számított, hogy az új Sharon Stone válik majd belőle, ám e helyett Arany Málna díjat kapott két kategóriában is, s karrierjében azóta se történt igazán nagy előrelépés. Verhoeven humorosan fogta fel a Showgirls Arany Málna-jelöléseit, és a díj történetében először személyesen vette át a megtisztelőnek éppen nem mondható kitüntetést. Míg az Elemi ösztönt kísérő botrányok a moziba vonzották a közönséget, addig a Showgirls körüli viharok inkább elriasztották a potenciális nézőket: a Mindent Éváról (1950) és a Flashdance (1983) erotikus kombinációjaként emlegetett kebelparádé a kasszáknál egyértelműen megbukott, de azóta kultuszfilm vált belőle. Verhoeven máig kitart azon véleménye mellett, hogy a Showgirls valós képet fest Las Vegas igazi arcáról, sőt egy időben még folytatást is tervezett hozzá Bimbos: Nomi goes to Hollywood címmel. Kollégája, John Waters így értékelte a Showgirls-t: „Szórakoztató, ostoba, erkölcstelen, teli filmes sablonokkal; egyszóval: tökéletes.”

#### Csillagközi invázió
A Showgirls gigantikus bukása után Paul ismét akciófilmbe oltott sci-fivel próbálkozott. A Csillagközi invázió Robert A. Heinlein vitatott regénye alapján készült. Főhősei a távoli jövő fiataljai, akik önként jelentkeznek a hadseregbe, hogy harcoljanak az emberiséget fenyegető óriási bogarak ellen. A közönség jelentős része nem vette észre a film mögöttes tartalmait, csupán egy mozgalmas, helyenként kicsit gusztustalan akciómozit láttak benne, s volt, akinek ez tetszett, volt, akinek nem. A jövő tökéletes társadalmát azonban Verhoeven iróniával és szatirikus eszközökkel ábrázolta, s attól sem riadt vissza, hogy a náci korszak híres-hírhedt rendezőnője, Leni Riefenstahl művészi eszköztárából kölcsönözzön. A bázis látványa a rovartámadás után a rendező gyerekkori élményein alapul: romok, szanaszét heverő holttestek, mindenütt pusztulás és halál. A Csillagközi invázió 100 millió dolláron felüli költségvetéséből 40 millió egyébként a látványvilág megteremtésére ment el: a film mintegy 600 trükkfelvételt tartalmaz. A főszerepekre Verhoeven szappanoperák fiatal színészeiből válogatott. A sztárjelöltek kicsit gátlásosak voltak a koedukált zuhanyjelenet forgatásakor, ezért a gátlásokat oldandó állítólag maga Verhoeven is beállt közéjük teljesen csupaszon. A mű fogadtatása sajnos alulmúlta a várakozásokat: Amerikában a film lényegében megbukott, Európában viszont sikert aratott.

#### Árnyék nélkül
Verhoeven következő filmjét újra a szex és az erőszak kapcsolatának szentelte. Levonta viszont a következtetéseket a közönség többségének értetlenkedéséből, s lemondott arról, hogy különösebb szimbolikus tartalmakkal gazdagítsa alkotását. Helyette inkább a technikai trükkökre helyezte a hangsúlyt, s ebből a szempontból az Árnyék nélkül kétségtelenül kitűnő munka. Paul koncepciója meghozta a kívánt eredményt: a Magyarországon elterjedt hírekkel szemben ugyanis a film nemcsak hogy nem bukott meg, de Verhoeven legnagyobb sikere lett az Elemi ösztön óta. A főszereplő kiválasztása most sem volt könnyű feladat, ugyanis kevés színész számára volt vonzó a közreműködés egy olyan filmben, melynek java részében tulajdonképpen nem is lenne látható, viszont forgatás előtt egy számítógép alaposan „letapogatná” az egész testét, a nemi szerveket is beleértve. Guy Pearce és Edward Norton vissza is adták a szerepet, Kevin Bacon viszont érdekesnek találta a feladatot. Természetesen részt vett a forgatás egész folyamatában, hiszen a partnerek reakciói miatt Verhoeven fontosnak tartotta, hogy a színész, és ne egy dublőr legyen jelen akkor is, mikor a cselekmény szerint a főszereplő nem látható. A forgatás eseményeiről egyébként Bacon naplót vezetett, melyet később nyilvánosságra hoztak. Rosszmájú kritikusok szerint az írásmű szórakoztatóbb volt, mint maga a film.

### Jelen és jövő
Verhoeven több mint két évtized után legújabb filmjét ismét Hollandiában forgatta. A forgatókönyvet régi munkatársa, Gerard Soeteman írta: a Fekete Könyv a II. világháború idején játszódó thriller, melynek elkészítése már a Futás az életért időszakában felvetődött. Hősnője egy zsidó énekesnő, aki az ellenállásnak dolgozik, miközben látszólag együttműködik a nácikkal. Az első kritikák kedvezőek voltak, s úgy tűnik, a Fekete Könyv nagy siker lesz.
Az évek során Verhoeven számos filmtervet dédelgetett. 2006 végén azonban már biztos volt, hogy az Elemi ösztön 2. nem vele valósul meg, de szó volt Az emlékmás és a Robotzsaru folytatásáról is. Érdekesnek tűnik két életrajzi film ötlete is. Az egyik Victoria Woodhull, a „szabad szerelem” XIX. századi élharcosának története lenne, Nicole Kidman esetleges főszereplésével. A másik projekt a már említett német rendezőnőről, Leni Riefenstahlról szólna: Jodie Foster évek óta készül a szerepre, ám Verhoeven szerint a színésznő külsőleg nem alkalmas Leni megformálására. Szóba került egy grúz regény adaptálása is, amely Szentpéterváron játszódna 1876-ban, egy Sherlock Holmes és Indiana Jones főbb vonásait egyesítő szereplő állna a cselekmény középpontjában. Verhoevent jó ideje foglalkoztatja egy nagyszabású film terve Jézus életéről is. Komolyan szóba került a Beast of Bataan elkészítése, de a projektet végül ejtették. A Fekete Könyv sikere nyomán valószínűnek tűnt, hogy 2007-ben Kneeling on a Bed of Violets címmel egy újabb Verhoeven-film készül majd el, ám az előkészületek abbamaradtak.
2007-ben Verhoeven végül az Azazel című filmjén kezdett dolgozni, melynek premierjét 2009-re jelezték. A történet forgatókönyvét ismét Gerard Soeteman írta, a fentebb már említett grúz regény alapján. (Borisz Akunyin írásából 2002-ben már készült egy orosz tévéfilm.) A forgatás 2007 nyarán indult volna Németországban, ám a női főszerepre kiszemelt Milla Jovovich állapotos lett, ezért a munka kezdését elhalasztották.

## Filmográfia

### Rövidfilmes rendezései
| Év   | Cím                 | Megjegyzések                |
| ---- | ------------------- | --------------------------- |
| 1959 | Kopjes koffie       | rövidfilm                   |
| 1960 | Eén hagedis teveel  | rövidfilm                   |
| 1961 | Niets bijzonders    | rövidfilm                   |
| 1962 | De lifters          | rövidfilm                   |
| 1963 | Feest!              | rövidfilm (filmproducer)    |
| 1965 | Het korps Mariniers | dokumentumfilm              |
| 1971 | De worstelaar       | rövidfilm (forgatókönyvíró) |

### Nagyjátékfilmek
| Év   | Magyar cím                 | Eredeti cím        | Feladatkör | Feladatkör |
| Év   | Magyar cím                 | Eredeti cím        | Rendező    | Író        |
| ---- | -------------------------- | ------------------ | ---------- | ---------- |
| 1971 | Az üzlet az üzlet          | Wat zien ik        | Igen       | Nem        |
| 1973 | Török gyümölcs             | Turks fruit        | Igen       | Nem        |
| 1975 | Forró verejték             | Keetje Tippel      | Igen       | Nem        |
| 1977 | Futás az életért           | Soldaat van Oranje | Igen       | Igen       |
| 1980 |                            | Spetters           | Igen       | Nem        |
| 1983 | A negyedik férfi           | De vierde man      | Igen       | Nem        |
| 1985 | Hús és vér                 | Flesh+Blood        | Igen       | Igen       |
| 1987 | Robotzsaru                 | RoboCop            | Igen       | Nem        |
| 1990 | Total Recall – Az emlékmás | Total Recall       | Igen       | Nem        |
| 1992 | Elemi ösztön               | Basic Instinct     | Igen       | Nem        |
| 1995 | Showgirls                  | Showgirls          | Igen       | Nem        |
| 1997 | Csillagközi invázió        | Starship Troopers  | Igen       | Nem        |
| 2000 | Árnyék nélkül              | Hollow Man         | Igen       | Nem        |
| 2006 | Fekete Könyv               | Zwartboek          | Igen       | Igen       |
| 2012 |                            | Steekspel          | Igen       | Igen       |
| 2013 |                            | Lotgenoten         | Nem        | Igen       |
| 2016 | Áldozat?                   | Elle               | Igen       | Nem        |
| 2021 | Benedetta                  | Benedetta          | Igen       | Igen       |

### Televízió
| Év        | Magyar cím                            | Eredeti cím                              | Megjegyzések                   |
| --------- | ------------------------------------- | ---------------------------------------- | ------------------------------ |
| 1969      |                                       | Floris                                   | rendező (12 epizód)            |
| 1970      |                                       | Portret van Anton Adriaan Mussert        | rendező (tévéfilm)             |
| 1979      |                                       | Voor koningin en vaderland               | rendező minisorozat (4 epizód) |
| 1981      | Ami elmúlt, elmúlt                    | Voorbij, voorbij                         | rendező (tévéfilm)             |
| 1986      |                                       | The Hitchhiker                           | rendező (1 epizód)             |
| 1999–2000 | Csillagközi invázió – Az űr zsoldosai | Roughnecks: Starship Troopers Chronicles | vezető producer (39 epizód)    |

## Fontosabb díjak és jelölések

### Arany Borjú-díj
- 1985 díj Hús és vér, legjobb rendező
- 1992 különdíj a holland kultúráért
- 1999 díj Török gyümölcs, az évszázad legjobb holland filmje (megosztva Rob Houwer producerrel)
- 2000 különdíj (Grolsch Film Boulevard)
- 2006 díj Fekete Könyv, legjobb rendező

### Arany Málna díj
- 1996 díj Showgirls, legrosszabb rendező

### Szaturnusz-díj
- 1988 díj Robotzsaru, legjobb rendező
- 1991 jelölés Total Recall – Az emlékmás, legjobb rendező
- 1993 jelölés Elemi ösztön, legjobb rendező
- 1998 jelölés Csillagközi invázió, legjobb rendező

### Locarnói filmfesztivál
- 2000 közönségdíj Árnyék nélkül
- 2000 Tiszteletbeli Leopárd

### Velencei filmfesztivál
- 2006 jelölés Fekete Könyv, Arany Oroszlán
- 2006 díj Fekete Könyv, Young Cinema Award